# Hugo Gastulo
Alejandro Hugo Gastulo Ramírez (ur. 9 stycznia 1958 w Limie) – piłkarz peruwiański grający na pozycji obrońcy.

## Kariera klubowa
Przez całą swoją karierę piłkarską Gastulo związany był z dwoma klubami z Limy, Universitario Lima i Alianzą Lima. W barwach tego pierwszego zadebiutował w peruwiańskiej Primera División.

## Kariera reprezentacyjna
W reprezentacji Peru Gastulo zadebiutował 18 lipca 1979 roku w przegranym 0:1 towarzyskim meczu z Kolumbią. W 1982 roku został powołany przez selekcjonera Tima do kadry na Mistrzostwa Świata w Hiszpanii. Tam był rezerwowym i nie rozegrał żadnego spotkania. Od 1979 do 1985 roku rozegrał w kadrze narodowej 21 meczów.